# Клиффорд, Натан
На́тан Кли́ффорд (англ. Nathan Clifford; 18 августа 1803[…], Rumney, Нью-Гэмпшир — 25 июля 1881[…], Cornish, Мэн) — американский государственный деятель, дипломат и юрист. Занимал различные государственные должности в том числе был 19-м генеральным прокурором США и судьей Верховного суда США.

## Ранняя жизнь и образование
Натан Клиффорд родился 18 августа 1803 года в Рамни, штат Нью-Гэмпшир в семье дьякона Натаниэля Клиффорда и его жены Лидии (урождённой Симпсон). Он был старшим и единственным сыном из семи детей.
Он учился в государственных школы этого города Рамни. Впоследствии окончил Академию Хэверхилла в Нью-Гэмпшире. Также он закончил Литературный институт Нью-Хэмптона (ныне известный как Школа Нью-Хэмптона).

## Ранняя карьера
После обучения в школе он какое-то время изучал право в офисе Джозайя Куинси III и был принят в коллегию адвокатов в штате Мэн в 1827 году. Впоследствии Натан открыл свою первую практику в Ньюфилде, штат Мэн.
Он был членом Палаты представителей штата Мэн в период с 1830—1834 годы. С 1833—1834 года занимал должность председателя Палаты. В период с 1834 по 1838 годы он являлся генеральным прокурором штата Мэн.
В дальнейшем Натан Клиффорд принял решение баллотироваться в Сенат США. Он проиграл первые выборы. Однако в дальнейшем ему удалось выиграть на выборах от демократической партии. Он был сенатором в период 26-го и 27-го конгрессов, которые проходили с 4 марта 1839 года по 3 марта 1843 года.
В Вашингтоне Клиффорд следовал линии демократической партии в политике и был решительным сторонником администрации Ван Бюрена. Клиффорд выступал против высоких тарифов и выступал за сокращение штатов на федеральном уровне. Также он активно критиковал смертную казнь.

## Администрация Джеймса Полка

### Генеральный прокурор США (1846—1848)
В 1846 году президент Джеймс Нокс Полк назначил Натана Клиффорда 20-м генеральным прокурором США после того, как его предшественник Джон Мейсон вернулся на должность военно-морского секретаря Клиффорд служил в кабинете Полка с 17 октября 1846 года по 17 марта 1848 года.

### Посол в Мексике (1848—1849)
Клиффорд ушёл со своего поста в министерстве юстиции, чтобы стать чрезвычайным посланником и полномочным министром США в Мексике. Он занимал эту должность в период с 18 марта 1848 года по 6 сентября 1849 года. Именно в результате плодотворной работы Клиффорда был заключен договор Гуадалупе-Идальго с Мексикой в соответствии с которым Калифорния вошла в состав США.
Впоследствии Натана Клиффорда вернулся к частной адвокатской практике в штате Мэн.

## Член Верховного суда США (1858—1881)
9 декабря 1857 года президент Джеймс Бьюкенен назначил Клиффорда членом Верховного суда США в целях замещения вакансии, образовавшейся после отставки Бенджамина Р. Кертиса.
Назначение Клиффорда последовало сразу после решения Дреда Скотта против Сэндфорда и было горячо оспорено. Он являлся давним партийным демократом, в связи с этим оппозиция заклеймила Клиффорда политическим хакером и " болваном " — северянином, симпатизирующим южанам. Представители антирабовладельцев в Сенате США яростно выступили против Клиффорда из-за того, что он выступал за рабство. В результате его утверждение на должность было отложено на 34 дня. Однако полностью заблокировать его решение они не смогли. Клиффорд был утвержден лишь 12 января 1858 года с небольшим перевесом в 26 голосов против 23. Если бы демократическая партия не сплотилась вокруг своего кандидата и изменение позиции одного сенатора в последнюю минуту, Клиффорд проиграл бы.
Когда Клиффорд присоединился к суду в 1858 году. На тот момент все, кроме одного, были членами демократической партии. Однако к 1972 году большинство его коллег принадлежали к республиканцам. Таким образом, примерно пятая часть всех его мнений была иной (он писал особое мнение на решения). Его мнения были всеобъемлющими эссе по праву и иногда подвергались критике как чрезмерно длинные и уходящие от сути дела.

### Философия права
Судья Клиффорд редко декларировал какую-либо правовую философию в отношении Конституции, но верил в четкую границу между федеральной властью и властью штатов. Специализировался Клиффорд на коммерческом и морском праве, мексиканских земельных грантах и иных вопросах.

### Компромисс 1877 года
Клиффорд был президентом избирательной комиссии, созванной в 1877 году для определения результатов президентских выборов 1876 года. Клиффорд голосовал за своего коллегу-демократа Сэмюэля Тилдена, но Резерфорд Б. Хейс победил с перевесом в один голос. Клиффорд считал, что комиссия ошиблась, аннулировав очевидную победу Тилдена, и никогда не признавал Хейса законным президентом. Тем не менее, он подписал приказ Хейса об инаугурации.
К 1877 году умственные способности Клиффорда снизились, и он потерял способность быть эффективным судьей. Судья Сэмюэл Миллер писал, что психическое ухудшение Клиффорда было «очевидным для всего Суда» и «в той работе, которую мы выполняем, ни один мужчина не должен присутствовать после 70». (Клиффорду было 74 года). В 1880 году Клиффорд пережил инсульт, который, по словам Миллера, «превратил его в болтливого идиота». В течение этого года он не участвовал ни в каких делах, но все же отказался уйти в отставку, надеясь, что в 1880 году будет избран президент-демократ и назначен преемник. Однако он умер 25 июля 1881 года. Его преемником стал Гораций Грей (республиканец), которого назначил президент-республиканц Честер Артур.

## Личная жизнь
Будучи молодым юристом в Ньюфилде, Клиффорд познакомился со своей женой Ханной Эйер. В браке у них родилось шестеро детей.

## Смерть и наследие
Клиффорд умер 25 июля 1881 года в городе Корниш, штат Мэн. Он похоронен на кладбище Эвергрин в Портленде.
Начальная школа Натана Клиффорда в Портленде названа в его честь. Сын Клиффорда, Уильям Генри Клиффорд, был успешным юристом и неудачным кандидатом в Палату представителей штата Мэн. Его внук, которого также звали Натан Клиффорд также был юристом и некоторое время был председателем Сената штата Мэн.